# 比奥扎
比奥扎（法語：Biozat，法語發音：[bjoza]）是法国阿列省的一个市镇，位于该省南部，属于维希区。

## 地理
比奥扎（46°4'37"N, 3°16'21"E）面积16.46 平方千米，位于法国奥弗涅-罗讷-阿尔卑斯大区阿列省，该省份为法国中部省份，北起涅夫勒省、西北接谢尔省，西南至克勒兹省，南至多姆山省，东南临卢瓦尔省，东临索恩-卢瓦尔省。
与比奥扎接壤的市镇（或旧市镇、城区）包括：布吕雅斯、沙尔姆、科尼亚-利奥讷、塞尔巴讷、埃菲亚。

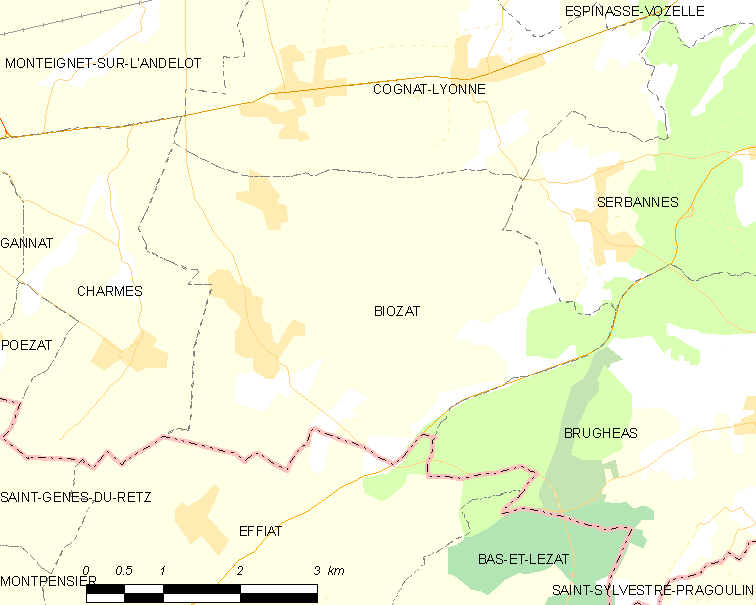
比奥扎的OSM定位图

比奥扎的时区为UTC+01:00、UTC+02:00（夏令时）。

## 行政
比奥扎的邮政编码为03800，INSEE市镇编码为03030。

## 政治
比奥扎所属的省级选区为加纳县。

## 人口

1962-2008年间比奥扎人口变化图示

比奥扎于2022年1月1日时的人口数量为923人。